# Dariusz Borowiak
Dariusz Borowiak (ur. w 1962, zm. 7 listopada 2022) 
– polski geograf, dr hab. nauk o Ziemi, profesor uczelni Instytutu Geografii Wydziału Oceanografii i Geografii Uniwersytetu Gdańskiego, w latach 2013–2016 prodziekan tego Wydziału.

## Życiorys
W 1988 ukończył studia geograficzne na Uniwersytecie Gdańskim, 5 czerwca 1998 obronił pracę doktorską Reżim wodny jezior Niżu Polskiego jako podstawa oceny ich funkcji hydrologicznych, 10 listopada 2011 habilitował się na podstawie pracy zatytułowanej Właściwości optyczne wód jeziornych Pomorza.
Został zatrudniony na stanowisku profesora uczelni w Instytucie Geografii na Wydziale Oceanografii i Geografii Uniwersytetu Gdańskiego.
Był członkiem Rady Dyscypliny Naukowej - Nauk o Ziemi i Środowisku Uniwersytetu Gdańskiego, oraz członkiem zarządu Polskiego Towarzystwa Limnologicznego. Przez wiele lat pełnił funkcję redaktora naczelnego czasopisma naukowego Limnological Review.